# Pedro Damiano
|   | a | b | c | d | e | f | g | h |   |
| 8 | a8 černý král · b8 černý věž · h8 černý věž · a7 černý pěšec · e4 černý dáma · b2 bílý věž · f2 bílý dáma · a1 bílý král · b1 bílý věž | a8 černý král · b8 černý věž · h8 černý věž · a7 černý pěšec · e4 černý dáma · b2 bílý věž · f2 bílý dáma · a1 bílý král · b1 bílý věž | a8 černý král · b8 černý věž · h8 černý věž · a7 černý pěšec · e4 černý dáma · b2 bílý věž · f2 bílý dáma · a1 bílý král · b1 bílý věž | a8 černý král · b8 černý věž · h8 černý věž · a7 černý pěšec · e4 černý dáma · b2 bílý věž · f2 bílý dáma · a1 bílý král · b1 bílý věž | a8 černý král · b8 černý věž · h8 černý věž · a7 černý pěšec · e4 černý dáma · b2 bílý věž · f2 bílý dáma · a1 bílý král · b1 bílý věž | a8 černý král · b8 černý věž · h8 černý věž · a7 černý pěšec · e4 černý dáma · b2 bílý věž · f2 bílý dáma · a1 bílý král · b1 bílý věž | a8 černý král · b8 černý věž · h8 černý věž · a7 černý pěšec · e4 černý dáma · b2 bílý věž · f2 bílý dáma · a1 bílý král · b1 bílý věž | a8 černý král · b8 černý věž · h8 černý věž · a7 černý pěšec · e4 černý dáma · b2 bílý věž · f2 bílý dáma · a1 bílý král · b1 bílý věž | 8 |
| 7 | a8 černý král · b8 černý věž · h8 černý věž · a7 černý pěšec · e4 černý dáma · b2 bílý věž · f2 bílý dáma · a1 bílý král · b1 bílý věž | a8 černý král · b8 černý věž · h8 černý věž · a7 černý pěšec · e4 černý dáma · b2 bílý věž · f2 bílý dáma · a1 bílý král · b1 bílý věž | a8 černý král · b8 černý věž · h8 černý věž · a7 černý pěšec · e4 černý dáma · b2 bílý věž · f2 bílý dáma · a1 bílý král · b1 bílý věž | a8 černý král · b8 černý věž · h8 černý věž · a7 černý pěšec · e4 černý dáma · b2 bílý věž · f2 bílý dáma · a1 bílý král · b1 bílý věž | a8 černý král · b8 černý věž · h8 černý věž · a7 černý pěšec · e4 černý dáma · b2 bílý věž · f2 bílý dáma · a1 bílý král · b1 bílý věž | a8 černý král · b8 černý věž · h8 černý věž · a7 černý pěšec · e4 černý dáma · b2 bílý věž · f2 bílý dáma · a1 bílý král · b1 bílý věž | a8 černý král · b8 černý věž · h8 černý věž · a7 černý pěšec · e4 černý dáma · b2 bílý věž · f2 bílý dáma · a1 bílý král · b1 bílý věž | a8 černý král · b8 černý věž · h8 černý věž · a7 černý pěšec · e4 černý dáma · b2 bílý věž · f2 bílý dáma · a1 bílý král · b1 bílý věž | 7 |
| 6 | a8 černý král · b8 černý věž · h8 černý věž · a7 černý pěšec · e4 černý dáma · b2 bílý věž · f2 bílý dáma · a1 bílý král · b1 bílý věž | a8 černý král · b8 černý věž · h8 černý věž · a7 černý pěšec · e4 černý dáma · b2 bílý věž · f2 bílý dáma · a1 bílý král · b1 bílý věž | a8 černý král · b8 černý věž · h8 černý věž · a7 černý pěšec · e4 černý dáma · b2 bílý věž · f2 bílý dáma · a1 bílý král · b1 bílý věž | a8 černý král · b8 černý věž · h8 černý věž · a7 černý pěšec · e4 černý dáma · b2 bílý věž · f2 bílý dáma · a1 bílý král · b1 bílý věž | a8 černý král · b8 černý věž · h8 černý věž · a7 černý pěšec · e4 černý dáma · b2 bílý věž · f2 bílý dáma · a1 bílý král · b1 bílý věž | a8 černý král · b8 černý věž · h8 černý věž · a7 černý pěšec · e4 černý dáma · b2 bílý věž · f2 bílý dáma · a1 bílý král · b1 bílý věž | a8 černý král · b8 černý věž · h8 černý věž · a7 černý pěšec · e4 černý dáma · b2 bílý věž · f2 bílý dáma · a1 bílý král · b1 bílý věž | a8 černý král · b8 černý věž · h8 černý věž · a7 černý pěšec · e4 černý dáma · b2 bílý věž · f2 bílý dáma · a1 bílý král · b1 bílý věž | 6 |
| 5 | a8 černý král · b8 černý věž · h8 černý věž · a7 černý pěšec · e4 černý dáma · b2 bílý věž · f2 bílý dáma · a1 bílý král · b1 bílý věž | a8 černý král · b8 černý věž · h8 černý věž · a7 černý pěšec · e4 černý dáma · b2 bílý věž · f2 bílý dáma · a1 bílý král · b1 bílý věž | a8 černý král · b8 černý věž · h8 černý věž · a7 černý pěšec · e4 černý dáma · b2 bílý věž · f2 bílý dáma · a1 bílý král · b1 bílý věž | a8 černý král · b8 černý věž · h8 černý věž · a7 černý pěšec · e4 černý dáma · b2 bílý věž · f2 bílý dáma · a1 bílý král · b1 bílý věž | a8 černý král · b8 černý věž · h8 černý věž · a7 černý pěšec · e4 černý dáma · b2 bílý věž · f2 bílý dáma · a1 bílý král · b1 bílý věž | a8 černý král · b8 černý věž · h8 černý věž · a7 černý pěšec · e4 černý dáma · b2 bílý věž · f2 bílý dáma · a1 bílý král · b1 bílý věž | a8 černý král · b8 černý věž · h8 černý věž · a7 černý pěšec · e4 černý dáma · b2 bílý věž · f2 bílý dáma · a1 bílý král · b1 bílý věž | a8 černý král · b8 černý věž · h8 černý věž · a7 černý pěšec · e4 černý dáma · b2 bílý věž · f2 bílý dáma · a1 bílý král · b1 bílý věž | 5 |
| 4 | a8 černý král · b8 černý věž · h8 černý věž · a7 černý pěšec · e4 černý dáma · b2 bílý věž · f2 bílý dáma · a1 bílý král · b1 bílý věž | a8 černý král · b8 černý věž · h8 černý věž · a7 černý pěšec · e4 černý dáma · b2 bílý věž · f2 bílý dáma · a1 bílý král · b1 bílý věž | a8 černý král · b8 černý věž · h8 černý věž · a7 černý pěšec · e4 černý dáma · b2 bílý věž · f2 bílý dáma · a1 bílý král · b1 bílý věž | a8 černý král · b8 černý věž · h8 černý věž · a7 černý pěšec · e4 černý dáma · b2 bílý věž · f2 bílý dáma · a1 bílý král · b1 bílý věž | a8 černý král · b8 černý věž · h8 černý věž · a7 černý pěšec · e4 černý dáma · b2 bílý věž · f2 bílý dáma · a1 bílý král · b1 bílý věž | a8 černý král · b8 černý věž · h8 černý věž · a7 černý pěšec · e4 černý dáma · b2 bílý věž · f2 bílý dáma · a1 bílý král · b1 bílý věž | a8 černý král · b8 černý věž · h8 černý věž · a7 černý pěšec · e4 černý dáma · b2 bílý věž · f2 bílý dáma · a1 bílý král · b1 bílý věž | a8 černý král · b8 černý věž · h8 černý věž · a7 černý pěšec · e4 černý dáma · b2 bílý věž · f2 bílý dáma · a1 bílý král · b1 bílý věž | 4 |
| 3 | a8 černý král · b8 černý věž · h8 černý věž · a7 černý pěšec · e4 černý dáma · b2 bílý věž · f2 bílý dáma · a1 bílý král · b1 bílý věž | a8 černý král · b8 černý věž · h8 černý věž · a7 černý pěšec · e4 černý dáma · b2 bílý věž · f2 bílý dáma · a1 bílý král · b1 bílý věž | a8 černý král · b8 černý věž · h8 černý věž · a7 černý pěšec · e4 černý dáma · b2 bílý věž · f2 bílý dáma · a1 bílý král · b1 bílý věž | a8 černý král · b8 černý věž · h8 černý věž · a7 černý pěšec · e4 černý dáma · b2 bílý věž · f2 bílý dáma · a1 bílý král · b1 bílý věž | a8 černý král · b8 černý věž · h8 černý věž · a7 černý pěšec · e4 černý dáma · b2 bílý věž · f2 bílý dáma · a1 bílý král · b1 bílý věž | a8 černý král · b8 černý věž · h8 černý věž · a7 černý pěšec · e4 černý dáma · b2 bílý věž · f2 bílý dáma · a1 bílý král · b1 bílý věž | a8 černý král · b8 černý věž · h8 černý věž · a7 černý pěšec · e4 černý dáma · b2 bílý věž · f2 bílý dáma · a1 bílý král · b1 bílý věž | a8 černý král · b8 černý věž · h8 černý věž · a7 černý pěšec · e4 černý dáma · b2 bílý věž · f2 bílý dáma · a1 bílý král · b1 bílý věž | 3 |
| 2 | a8 černý král · b8 černý věž · h8 černý věž · a7 černý pěšec · e4 černý dáma · b2 bílý věž · f2 bílý dáma · a1 bílý král · b1 bílý věž | a8 černý král · b8 černý věž · h8 černý věž · a7 černý pěšec · e4 černý dáma · b2 bílý věž · f2 bílý dáma · a1 bílý král · b1 bílý věž | a8 černý král · b8 černý věž · h8 černý věž · a7 černý pěšec · e4 černý dáma · b2 bílý věž · f2 bílý dáma · a1 bílý král · b1 bílý věž | a8 černý král · b8 černý věž · h8 černý věž · a7 černý pěšec · e4 černý dáma · b2 bílý věž · f2 bílý dáma · a1 bílý král · b1 bílý věž | a8 černý král · b8 černý věž · h8 černý věž · a7 černý pěšec · e4 černý dáma · b2 bílý věž · f2 bílý dáma · a1 bílý král · b1 bílý věž | a8 černý král · b8 černý věž · h8 černý věž · a7 černý pěšec · e4 černý dáma · b2 bílý věž · f2 bílý dáma · a1 bílý král · b1 bílý věž | a8 černý král · b8 černý věž · h8 černý věž · a7 černý pěšec · e4 černý dáma · b2 bílý věž · f2 bílý dáma · a1 bílý král · b1 bílý věž | a8 černý král · b8 černý věž · h8 černý věž · a7 černý pěšec · e4 černý dáma · b2 bílý věž · f2 bílý dáma · a1 bílý král · b1 bílý věž | 2 |
| 1 | a8 černý král · b8 černý věž · h8 černý věž · a7 černý pěšec · e4 černý dáma · b2 bílý věž · f2 bílý dáma · a1 bílý král · b1 bílý věž | a8 černý král · b8 černý věž · h8 černý věž · a7 černý pěšec · e4 černý dáma · b2 bílý věž · f2 bílý dáma · a1 bílý král · b1 bílý věž | a8 černý král · b8 černý věž · h8 černý věž · a7 černý pěšec · e4 černý dáma · b2 bílý věž · f2 bílý dáma · a1 bílý král · b1 bílý věž | a8 černý král · b8 černý věž · h8 černý věž · a7 černý pěšec · e4 černý dáma · b2 bílý věž · f2 bílý dáma · a1 bílý král · b1 bílý věž | a8 černý král · b8 černý věž · h8 černý věž · a7 černý pěšec · e4 černý dáma · b2 bílý věž · f2 bílý dáma · a1 bílý král · b1 bílý věž | a8 černý král · b8 černý věž · h8 černý věž · a7 černý pěšec · e4 černý dáma · b2 bílý věž · f2 bílý dáma · a1 bílý král · b1 bílý věž | a8 černý král · b8 černý věž · h8 černý věž · a7 černý pěšec · e4 černý dáma · b2 bílý věž · f2 bílý dáma · a1 bílý král · b1 bílý věž | a8 černý král · b8 černý věž · h8 černý věž · a7 černý pěšec · e4 černý dáma · b2 bílý věž · f2 bílý dáma · a1 bílý král · b1 bílý věž | 1 |
|   | a | b | c | d | e | f | g | h |   |

Pedro Damiano da Odemira (portugalsky Pedro Damião; Damiano je italská a Damianus latinská podoba jména, 1480 – 1544) byl portugalský šachový mistr, povoláním lékárník. Napsal knihu Questo libro e da imparare giocare a scachi et de li partiti (Kniha učící hru v šachy), poprvé tištěnou v Římě roku 1512 (jde o první šachovou knihu v italštině) a během 16. století publikovanou celkem osmkrát. Damiano v ní popsal pravidla šachu, analyzoval strategii hry, uvedl několik šachových zahájení a publikoval šachové úlohy (viz diagram). Byl prvním šachovým spisovatelem, který uvedl, že každý hráč musí mít po pravé ruce bílé pole.
Co se týče zahájení, Damiano napsal, že po 1.e4 e5 2.Jf3 je nejlépe odpovědět 2...Jc6, zatímco 2...d6 (nyní zvané Philidorova obrana) je horší a správně odsoudil 2...f6 (poněkud nespravedlivě nyní zvané Damianova hra) jako nejhorší způsob pokrytí pěšce e5. Za jediné dobré úvodní tahy považoval 1.e4 a 1.d4, přičemž 1.e4 měl za lepší. Zkoumal také italskou hru, ruskou hru a přijatý dámský gambit.

## Damianova hra
Damianova hra nebo též Damianova obrana je šachové zahájení, které spadá do skupiny otevřených her. Toto zahájení je charakterizováno úvodními tahy 1.e4 e5 2.Jf3 f6 (plnou notací: 1.e2-e4 e7-e5 2.Jg1-f3 f7-f6). Jedná se o nekorektní systém, který dnes můžeme vidět jen v partiích naprostých začátečníků. Krytí pěšce e5 pokračováním f7-f6 je totiž pouze zdánlivé. Černý svým posledním tahem oslabuje úhlopříčnu a2-g8, blokuje pole f6 vhodné pro jezdce, nedělá nic pro vývin figur, ale hlavně kriticky oslabuje diagonálu e8-h5, což umožňuje bílému okamžitě obětovat na poli e5 jezdce a zaútočit na černého krále. Černý může po přijetí oběti následně zabránit rychlému matu jen za cenu velkých materiálních ztrát, které dají bílému rozhodující převahu.
Pedro Damiano da Odemira označil toto zahájení ve své knize Questo libro e da imparare giocare a scachi et de li partiti jako pochybné a toto tvrzení prokázal též analýzou. Je proto pozoruhodné a do jisté míry absurdní, že tento systém byl v průběhu historie přesto po něm pojmenován, jako kdyby jej propagoval nebo hrával. Ten ho dokonce naopak sám nazýval "bastardské zahájení."